# Elmwood Park (New Jersey)
Elmwood Park ist eine Stadt im Bergen County, New Jersey, USA. Das U.S. Census Bureau hat bei der Volkszählung 2020 eine Einwohnerzahl von 21.422 ermittelt.

## Geographie
Die geographischen Koordinaten der Stadt sind 40°54'20" nördliche Breite und 74°7'12" westliche Länge.
Nach dem amerikanischen Vermessungsbüro hat die Stadt eine Gesamtfläche von 7,1 km², wovon 6,9 km² Land und 0,3 km² (3,99 %) Wasser ist.

## Geschichte
Ein Haus im Ort ist im National Register of Historic Places (NRHP) eingetragen (Stand 26. Oktober 2018), das Van Houten-Hillman House.

## Demographie
Nach der Volkszählung von 2000 gibt es 18.925 Menschen, 7.089 Haushalte und 5.075 Familien in der Stadt. Die Bevölkerungsdichte beträgt 2.757,4 Einwohner pro km². 82,53 % der Bevölkerung sind Weiße, 2,16 % Afroamerikaner, 0,11 % amerikanische Ureinwohner, 7,80 % Asiaten, 0,01 % pazifische Insulaner, 4,44 % anderer Herkunft und 2,94 % Mischlinge. 13,39 % sind Latinos unterschiedlicher Abstammung.
Von den 7.089 Haushalten haben 29,5 % Kinder unter 18 Jahre. 55,4 % davon sind verheiratete, zusammenlebende Paare, 11,8 % sind alleinerziehende Mütter, 28,4 % sind keine Familien, 23,2 % bestehen aus Singlehaushalten und in 12,3 % Menschen sind älter als 65. Die Durchschnittshaushaltsgröße beträgt 2,66, die Durchschnittsfamiliegröße 3,17.
20,9 % der Bevölkerung sind unter 18 Jahre alt, 8,0 % zwischen 18 und 24, 31,4 % zwischen 25 und 44, 23,3 % zwischen 45 und 64, 16,5 % älter als 65. Das Durchschnittsalter beträgt 38 Jahre. Das Verhältnis Frauen zu Männer beträgt 100:91,5, für Menschen älter als 18 Jahre beträgt das Verhältnis 100:88,6.
Das jährliche Durchschnittseinkommen der Haushalte beträgt 52.319 USD, das Durchschnittseinkommen der Familien 59.131 USD. Männer haben ein Durchschnittseinkommen von 40.684 USD, Frauen 31.535 USD. Der Prokopfeinkommen der Stadt beträgt 22.588 USD. 6,4 % der Bevölkerung und 4,7 % der Familien leben unterhalb der Armutsgrenze, davon sind 8,7 % Kinder oder Jugendliche jünger als 18 Jahre und 6,3 % der Menschen sind älter als 65.